# Арабелла (фильм, 1917)
«Арабелла» (пол. Arabella) — польский немой художественный фильм, снятый режиссёром Александром Герцем на киностудии «Sfinks» в 1917 году.
Одна из трёх частей сериала «Тайны Варшавы» .
Премьера фильма состоялась 1 мая 1917 года в Польше, 2 ноября 1917 года — в Австро-Венгрии и в 1918 году — в Германии.
Фильм до наших дней не сохранился.

## Сюжет
В роковую женщину Арабеллу Потанецкую влюблены богач Станислав Побратымский и Ольгерд Подхорский. Борьба между соперниками может закончиться трагически, ведь Ольгерд решает отравить Станислава и приобретает у доктора Оста ядовитое растение квамбашива из Индии. В заговоре принимает участие слуга богача, который хочет завладеть его имуществом.

## В ролях
- Пола Негри — Арабелла Потанецкая
- Владислав Грабовский — Станислав Побратымский, богач
- Юзеф Венгжин — Ольгерд Подхорский
- Ян Павловский
- Антони Беднарчик

Фильм был снят в разгар Первой мировой войны в Варшаве, оккупированной тогда Германией. Сегодня считается, что лента утеряна, за исключением нескольких отснятых материалов. Фильм был запрещён для показа школьной молодёжи, так как показывал несколько обнаженных фигур.